# 5-й гвардейский механизированный корпус
5-й гвардейский Зимовниковский ордена Кутузова механизированный корпус — гвардейское общевойсковое оперативно-тактическое соединение (механизированный корпус) РККА ВС СССР во время Великой Отечественной войны.
Действительное наименование, применяемые в рабочих документах:
- укороченное — 5-й гвардейский механизированный корпус;
- сокращённое — 5 гв.мк.

## История
Приказом Народного комиссара обороны Союза ССР № 14, от 9 января 1943 года, 6-й механизированный корпус за мужество и героизм личного состава был удостоен почётного звания «Гвардейский», получив новый войсковой № был преобразован в 5-й гвардейский механизированный корпус.
Чуть позже приказом Народного комиссара обороны Союза ССР № 42 «О присвоении наименований танковым и механизированным корпусам, особо отличившимся в боях за Родину», от 27 января 1943 года, данному гвардейскому формированию было присвоено почётное наименование «Зимовниковский», и от стал именоваться — 5-й гвардейский Зимовниковский механизированный корпус, это был первый приказ во время Великой Отечественной войны о присвоении почётных наименований в честь освобождённых населённых пунктов Союза от немецко-фашистских захватчиков и их союзников и сателлитов.
Корпус продолжал наступление в составе 2-й гвардейской армии (Южный фронт).
В начале марта 1943 года гвардейский корпус был выведен в резерв Ставки ВГК и включен в состав создаваемой 5-й гвардейской танковой армии Степного Военного округа и до начала июля находился на отдыхе и пополнении.
С 11 по 12 июля 5-й гвардейский корпус в составе армии участвовал в сражении под Прохоровкой, после которого из-за низких потерь корпуса корпус остался главной ударной силой армии.
В составе Воронежского и Степного (2-го Украинского) фронтов принимал участие в освобождении УССР, в ходе которого с конца сентября по середину октября вместе с армией выводился в резерв Ставки ВГК.
В мае 1944 года 5-я гвардейская танковая армия была передислоцирована в Белоруссию, а корпус 5 мая был выведен в резерв Ставки ВГК, где находился до января 1945 года в составе Харьковского и Одесского военных округов.
В начале января 1945 года корпус был включён в состав 1-го Украинского фронта и был включён в 4-ю гвардейскую танковую армию, в составе которой закончил войну в ходе Берлинской и Пражской операций.
10 июня 1945 года 5-й гвардейский механизированный корпус в связи с демобилизацией СССР, был преобразован в 5-ю гвардейскую механизированную дивизию, с 1957 года в 5-ю гвардейскую мотострелковую дивизию.

## Состав
- управление (командование, спецслужбы, отделы, отделения, штаб и так далее)
- 10-я гвардейская механизированная Пражская ордена Кутузова бригада (до 9 января 1943 — 51-я механизированная бригада);
  - 51-й гвардейский танковый полк (до 9 января 1943 — 76-й танковый полк);
- 11-я гвардейская механизированная Берлинская орденов Суворова и Богдана Хмельницкого бригада (до 9 января 1943 — 54-я механизированная бригада)
  - 54-й гвардейский танковый полк (до 9 января 1943 — 79-й танковый полк);
- 12-я гвардейская механизированная Краснознамённая орденов Кутузова и Богдана Хмельницкого бригада (до 9 января 1943 — 55-я механизированная бригада);
  - 55-й гвардейский танковый полк (до 9 января 1943 — 80-й танковый полк);
- 53-й гвардейский танковый полк (до 9 января 1943 — 78-й танковый полк) (до 01.04.1943);
- 24-я гвардейская танковая Пражская орденов Суворова и Богдана Хмельницкого бригада (до 02.03.1943 52-й гвардейский танковый полк (до 9 января 1943 — 77-й танковый полк));
- 1447-й самоходно-артиллерийский орденов Богдана Хмельницкого, Александра Невского и Красной Звезды полк;
- 379-й гвардейский тяжёлый самоходно-артиллерийский орденов Богдана Хмельницкого, Кутузова и Александра Невского полк;
- 104-й гвардейский самоходно-артиллерийский орденов Богдана Хмельницкого, Александра Невского и Красной Звезды полк;
- 285-й миномётный Трансильванский Краснознамённый ордена Богдана Хмельницкого полк;
- 763-й зенитный артиллерийский Севастопольский Краснознамённый ордена Красной Звезды полк;
- 11-й отдельный гвардейский миномётный Кировоградский орденов Александра Невского и Красной Звезды дивизион;
- 2-й отдельный гвардейский мотоциклетный Пражский ордена Александра Невского батальон (до 26 января 1943 — 63-й мотоциклетный батальон);
- 4-й гвардейский броневой разведывательный батальон (до 26 января 1943 — 41-й броневой разведывательный)

Корпусные части:
- 388-й отдельный Пражский[2] ордена Красной Звезды[3] батальон связи, с 10.07.1943
- 68-й отдельный гвардейский сапёрный Пражский[2] ордена Красной Звезды[3] батальон (до 26.01.1943 — 80-й отдельный саперный батальон)
- 86-й отдельный ремонтно-восстановительный батальон (переформирован в 563-ю ПТРБ и 564-ю ПАРБ)
- 563-я полевая танкоремонтная база
- 564-я полевая авторемонтная база
- 206-я отдельная рота химической защиты
- 56-я отдельная инженерно-минная рота, 26.01.1943 — переименована в 4-ю отдельную инженерно-минную роту
- 4-я отдельная инженерно-минная рота, с 26.01.1943
- 29-я отдельная автотранспортная рота подвоза ГСМ
- авиационное звено связи, с 10.07.1943
- 14-й полевой автохлебозавод
- 1281-я полевая касса Государственного банка
- 2124-я военно-почтовая станция

## В составе
В составе Воронежского и Степного (2-го Украинского) фронтов.

## Награды корпуса
| Награда                                | За что получена |
| -------------------------------------- | --- |
| Почётное звание «Гвардейский»          | Присвоено приказом Народного комиссара обороны Союза ССР № 14, от 9 января 1943 года, при преобразовании. |
| Почётное наименование «Зимовниковский» | почетное наименование присвоено приказом Народного комиссара обороны СССР № 42 от 27 января 1943 года за отличие в боях за Отечество с немецкими захватчиками. |
| Орден Кутузова II степени              | награждён Указом Президиума Верховного Совета СССР от 4 июня 1945 года за образцовое выполнение заданий командования в боях с немецкими захватчиками при ликвидации группы немецких войск, окруженной юго-восточнее Берлина и проявленные при этом доблесть и мужество. |

## Командование корпуса
Командиры корпуса
- генерал-майор танковых войск Богданов, Семён Ильич (с 26.09.1942 по 25.02.1943);
- полковник, генерал-майор танковых войск Скворцов, Борис Михайлович (с 21.03.1943 по 13.04.1945);
- генерал-майор танковых войск Ермаков, Иван Прохорович (с 13.04.1945 по 11.05.1945)

Начальники штаба корпуса
- полковник, генерал-майор танковых войск Шабаров, Иван Васильевич (с момента формирования до апреля 1945);
- подполковник Рязанский, Александр Павлович (до октября 1945)

Заместитель командира по политической части
- полковник Семёнов, Сергей Петрович (c 09.01.1943 по 27.01.1943);
- полковник Шибаев, Александр Алексеевич (c 27.01.1943 по 16.06.1943)

Начальники политотдела
С июня 1943 года — заместитель командира по политической части):
- подполковник Асосков, Семён Васильевич (c 09.01.1943 по 08.02.1943);
- подполковник Потапов, Григорий Иванович (c 08.02.1943 по 16.06.1943);
- полковник Шибаев, Александр Алексеевич (c 16.06.1943 по 11.04.1944);
- полковник Охлопков, Леонид Иванович (c 24.04.1944 по 11.08.1945)

## Герои Советского Союза
| Награда | Фамилия Имя Отчество           | Дата Указа | Должность                                                                                                   | Звание            | Примечания |
| ------- | ------------------------------ | ---------- | --- | ----------------- | ---------- |
|         | Бедненко, Степан Петрович      | 27.06.1945 | командир танкового взвода 51-го гвардейского танкового полка                                                | лейтенант         |            |
|         | Галочкин, Виктор Иванович      | 13.09.1944 | наводчик миномёта 285-го миномётного полка                                                                  | сержант           | посмертно  |
|         | Деревянко, Василий Семёнович   | 27.06.1945 | командир танкового взвода 51-го гвардейского танкового полка                                                | старший лейтенант |            |
|         | Дякин, Николай Петрович        | 27.06.1945 | командующий артиллерией 5-го гвардейского механизированного корпуса                                         | полковник         | посмертно  |
|         | Жарчинский, Фёдор Иванович     | 27.06.1945 | помощник начальника штаба 51-го гвардейского танкового полка                                                | старший лейтенант | посмертно  |
|         | Ощепков, Андрей Иванович       | 10.03.1944 | командир отделения 10-й гвардейской механизированной бригады                                                | старший сержант   | посмертно  |
|         | Рябцов, Александр Васильевич   | 19.06.1943 | заместитель командира по политической части разведывательной роты 12-й гвардейской механизированной бригады | лейтенант         | посмертно  |
|         | Саенко, Василий Тарасович      | 27.06.1945 | командир танкового взвода 55-го гвардейского танкового полка                                                | лейтенант         |            |
|         | Татаринов, Леонид Михайлович   | 22.02.1944 | командир танка 2-го танкового батальона 24-й гвардейской танковой бригады                                   | лейтенант         | посмертно  |
|         | Филимонов, Александр Андреевич | 27.06.1945 | командир танковой роты 55-го гвардейского танкового полка                                                   | старший лейтенант |            |
|         | Хазипов, Назип Хазипович       | 27.06.1945 | командир танкового взвода 1-го танкового батальона 24-й гвардейской танковой бригады                        | лейтенант         | посмертно  |